# James Lord
James Lord (ur. 20 października 1987) – australijski zapaśnik walczący w obu stylach. Zdobył cztery medale mistrzostw Oceanii w latach 2004 - 2007. Mistrz Oceanii juniorów w 2004, 2006 i 2007 roku.